# Hunt's Cross
Hunt's Cross è un sobborgo di Liverpool. Si trova all'estremità meridionale della città, circondata dai sobborghi di Allerton, Speke ed Halewood.

## Storia
Hunt's Cross è il nome che venne dato al vecchio incrocio fra Speke Road, Hillfoot Avenue e Woodend Avenue, che formava il confine meridionale di Much Woolton.
L'incrocio era così chiamato (letteralmente: "incrocio della caccia") poiché era luogo di raccolta dei cacciatori prima della battuta di caccia alla volpe. Vi era nelle vicinanze anche un monumento chiamato Hunt's Folly, mostrato su storiche mappe lungo Honey Hall, Woodend Farm e Rose Farm.

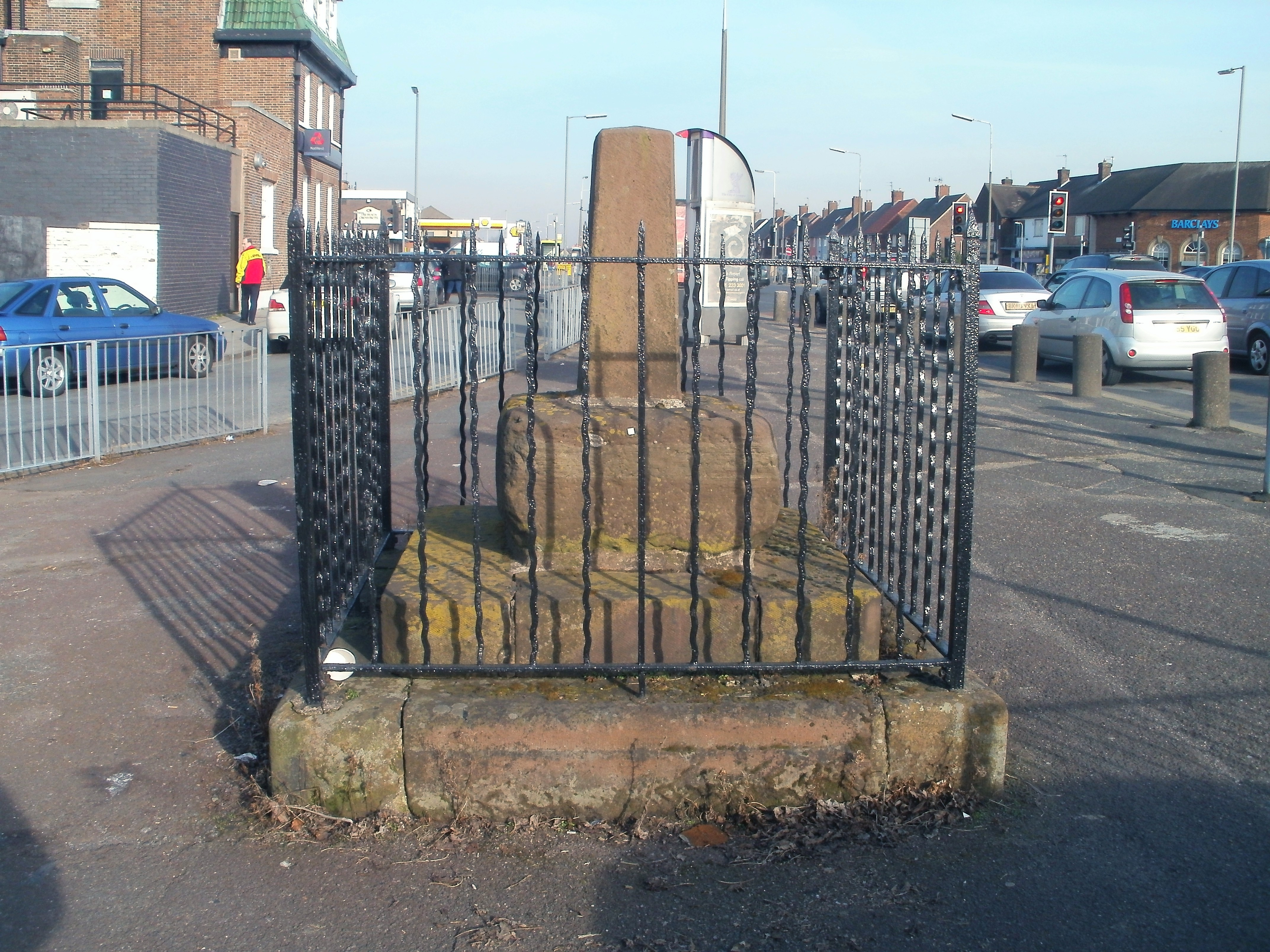
Gli antichi resti del villaggio-incrocio

Negli anni sessanta il piedestallo medievale in pietra del villaggio-incrocio ha dovuto essere spostato a breve distanza, all'angolo fra Hillfoot Road e Speke Road, per consentire l'allargamento di Hillfoot Avenue.